# غزدراز (تشغابور)
غزدراز (بالفارسية: گزدراز) هي قرية تقع في إيران في قسم تشغابور الريفي. يقدر عدد سكانها بـ 161 نسمة بحسب إحصاء 2016.